# 忽秃黑秃蒙古儿
忽秃黑秃·蒙古儿（忽秃黑秃在蒙古语有“有吉祥的”之意），又称忽秃黑秃·蒙列儿，《元史·宗室世系表》作忽都鲁·咩聂儿，《圣武亲征录》作忽都鲁·咩聂儿，合不勒汗的第三个儿子，成吉思汗的叔祖父。
忽秃黑秃·蒙古儿的儿子是不里孛阔，是乞颜部的勇士。忽秃黑秃·蒙古儿的后裔成为后来乞颜部（乞牙惕人）的一部分。《史集》中记载忽秃黑秃·蒙古儿的儿子并非不里孛阔，而是泰出。而根据《蒙古秘史》，泰出是撒察别乞的弟弟，忽秃黑秃·蒙古儿的大哥斡勤巴儿合黑之子忽秃黑秃·禹儿乞的儿子。